# آلة البغل

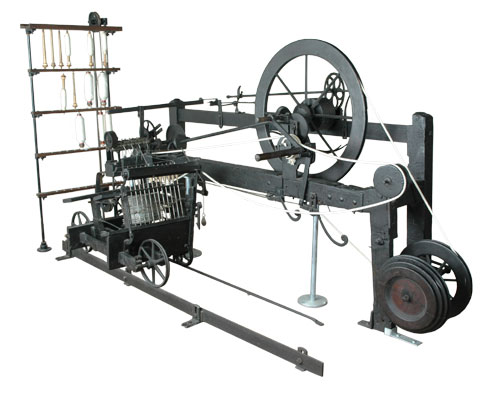
النموذج الوحيد المتبقي من آلة البغل الأصلية كما بناها مخترعها صامويل كرومبتون. يتم الاحتفاظ به في متحف بولتون في لانكشاير.

آلة البغل (بالفرنسية: mule-jenny)، هي آلة هجينة ، نتجت عن الجمع بين نوعين سابقين متميزين من الآلات هما الإطار المائي ومغزل جيني. ترجع تسمية البغل إلى الكلمة الإنجليزية جيني، التي تشير إلى الحمار. علاوة على ذلك، يفضل الإنجليز استعمال مصطلح بغل جيني على مصطلح مغزل البغل . يتم أيضًا استخدام التهجئة آلة-البغل هنا وهناك في اللغة الفرنسية . 

## قائمة المراجع
1. ↑  Graphie utilisée par la chambre des tisseurs, Jean-Michel Champlain, Champ Vallon septembre 1993. On trouve aussi mulle-jenny, mulejennie, etc. Le pluriel se fait en -ys ou -ies.